# Tritonus
 For alternative betydninger, se Tritonus (flertydig). (Se også artikler, som begynder med Tritonus)
Tritonus er en musikalsk term inden for harmonilære. Intervallet spænder over tre heltoner og er et meget dissonerende interval, der derfor også bliver kaldt “diabolus in musica" (djævlen i musik), eller på dansk djævleintervallet. Intervallet noteres som en forstørret kvart eller formindsket kvint (fx C-F# eller C-G♭). Der er intet bevis for at dette interval var bandlyst under middelaldertiden, i modsætning til populær tro.